# Jupiter (Floryda)
Jupiter – miasto w Stanach Zjednoczonych, w stanie Floryda, w hrabstwie Palm Beach.